# Hugh Casson
Sir Hugh Casson Maxwell (Londra, 23 maggio 1910 – Londra, 15 agosto 1999) è stato un architetto, designer e giornalista inglese.

## Biografia
Era il nipote dell'attore, Lewis Casson. Studiò al Eastbourne College nell'East Sussex, poi al St John's College (1929-1931) e presso la Bartlett School of Architecture di Londra. Sposò, il 19 novembre 1938, Margaret MacDonald.

## Carriera
Fino all'inizio della seconda guerra mondiale, nel 1939, divideva il suo tempo tra l'insegnamento presso la Cambridge School of Architecture e il suo lavoro in ufficio a Londra, nello studio dell'architetto Christopher Nicholson. Durante la guerra lavorò per il ministero dell'aeronautica.
Nel 1948 fu nominato direttore del Festival of Britain. Dopo la guerra, Casson in partnership con il giovane architetto, Neville Conder, progettò vari edifici come sedi centrali di aziende, campus universitari, The Elephant House allo Zoo di Londra, un edificio per il Royal College of Art (dove Casson fu docente di Interior Design tra il 1955 e il 1975), e la progettazione degli edifici per la facoltà dell'Università di Cambridge. Quest'ultimo progetto è durato circa 30 anni.
Era amico intimo della famiglia reale britannica: ha progettato l'interno del yacht reale Britannia e ha insegnato a Carlo, principe di Galles a dipingere ad acquerello. Fu eletto alla Royal Academy nel 1970 e ne fu il presidente tra il 1976 e il 1984. Nel 1978, è stato eletto membro onorario della National Academy of Design.
Nel 1980 Casson è diventato un presentatore televisivo.

## Morte
Morì il 15 agosto 1999 a Londra.